# Dariusz Czajka
Dariusz Krzysztof Czajka (ur. 10 czerwca 1961, zm. 19 marca 2021) – doktor nauk prawnych, sędzia, adwokat, nauczyciel akademicki, specjalista w zakresie prawa handlowego, logiki oraz prawa upadłościowego i naprawczego.

## Życiorys

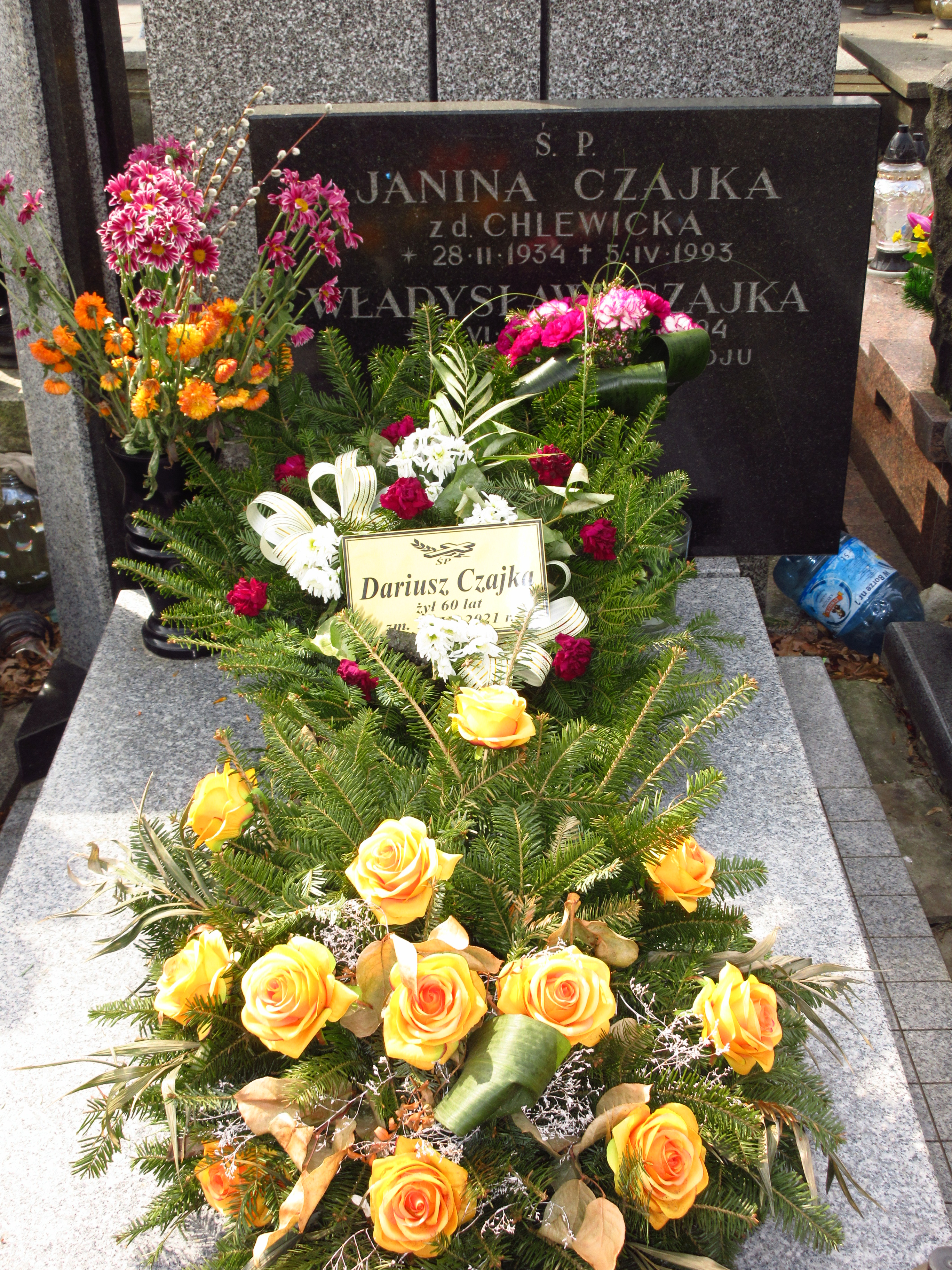
Grób Dariusza Czajki na cmentarzu Bródnowskim

W 1980 ukończył XI Liceum Ogólnokształcące im. Mikołaja Reja w Warszawie, a w 1985 studia na Wydziale Prawa i Administracji Uniwersytetu Warszawskiego.
W 2002 obronił na Uniwersytecie im. Adama Mickiewicza w Poznaniu pracę doktorską pt. Układ w postępowaniu układowym. Został profesorem nadzwyczajnym Europejskiej Wyższej Szkoły Prawa i Administracji i jej prorektorem ds. kształcenia. Objął stanowisko prezesa Oddziału w Warszawie Zrzeszenia Prawników Polskich.
Był sędzią sądów powszechnych: wydziału antymonopolowego oraz upadłościowego (przewodniczący wydziału upadłościowego sądu rejonowego dla m.st. Warszawy).
W 2004 sędzia Dariusz Czajka stanął przed sądem dyscyplinarnym pod pięcioma zarzutami związanymi z prowadzonym przez niego postępowaniem upadłościowym spółki Eko-Mysiadło:
- pełnienia funkcji kanclerza Europejskiej Wyższej Szkoły Prawa i Administracji oraz członka zarządu spółki handlowej, mimo że ustawa zabrania tego sędziom
- aprobowania faktu, iż syndyk upadłego był pracownikiem największego wierzyciela upadłego
- ignorowania wniosków i odwołań składanych przez przedstawicieli upadłego
- niezłożenia oświadczenia majątkowego w terminie
- nieujawnienia w złożonym po terminie oświadczeniu faktu zasiadania w zarządzie spółki handlowej.

Sąd dyscyplinarny I instancji orzekł wobec Dariusza Czajki karę dyscyplinarną przeniesienia na inne stanowisku służbowe stwierdzając w uzasadnieniu, że obwiniony dopuścił się kumoterstwa. Podległemu mu syndykowi Krzysztofowi Piskorskiemu postawiono zarzuty karne. Sprawa była przedmiotem interpelacji poselskich.
W toku postępowania dyscyplinarnego Dariusz Czajka zrzekł się urzędu. Mimo to, w marcu 2005 Sąd Najwyższy podtrzymał w przeważającej części orzeczenie sądu I instancji, uniewinnił obwinionego jedynie od zarzutu związanego z akceptowaniem sytuacji, w której syndyk był pracownikiem wierzyciela.
W 2006 roku Dariusz Czajka ubiegał się o wpis na listę radców prawnych. Wyrokiem z dnia 6 grudnia 2006 r. Wojewódzki Sąd Administracyjny w Warszawie utrzymał w mocy uchwały organów samorządu radcowskiego odmawiające mu wpisu na listę stwierdzając, że były sędzia nie ma nieskazitelnego charakteru niezbędnego do wykonywania zawodu prawnika. Rok później Naczelny Sąd Administracyjny podtrzymał wyrok sądu administracyjnego pierwszej instancji oraz wyrażoną w nim ocenę kwalifikacji moralnych byłego sędziego. W 2011 uzyskał wpis na listę adwokatów, otworzył następnie własną kancelarię adwokacką. Pochowany na cmentarzu Bródnowskim (kwatera 114U-3-4).

## Wybrane publikacje
- Przedsiębiorstwo w kryzysie
- Upadłość i układ
- Przestępstwa menedżerskie
- Nowe Prawo Upadłości i postępowanie naprawcze – komentarz
- Postępowanie upadłościowe i naprawcze – zarys systemu
- Teoria sądzenia. t. 1: Prawda sądowa; t. 2: Logiczno-funkcjonalna wykładnia prawa